# Katarzyna de Bar
Katarzyna de Bar (franc. Catherine de Bar, w zakonie Mechtylda od Najświętszego Sakramentu; ur. 31 grudnia 1614 w Saint-Dié, zm. 6 kwietnia 1698 w Paryżu) – francuska zakonnica, założycielka Mniszek Benedyktynek od Nieustającej Adoracji Najświętszego Sakramentu oraz Czcigodna Służebnica Boża Kościoła katolickiego.

## Życiorys
Katarzyna de Bar przyszła na świat w rodzinie Jana de Bar i Małgorzaty de Guillon 31 grudnia 1614 roku w Saint-Dié w Lotaryngii. W 1631 wstąpiła do sióstr anuncjatek w Bruyères, przyjmując imię zakonne Katarzyna od św. Jana Ewangelisty. Śluby zakonne złożyła w 1633, w 1635 wybrano ją przełożoną. Gdy w maju 1635 roku Lotaryngię najechały wojska szwedzkie, podczas trwającej wojny trzydziestoletniej, anuncjatki przenosiły się kolejnych miejsc, szukając dla siebie schronienia. Większość sióstr zmarła w wyniku zarazy. Pod koniec 1637 roku żyło już tylko 5 zakonnic. W maju 1638 siostry trafiają do klasztoru benedyktynek w Rambervillers. Po zabezpieczeniu losu sióstr Katarzyna rozpoczyna nowicjat u benedyktynek 2 lipca 1639 roku, przyjmując imię Mechtylda. Profesję złożyła 11 lipca 1640 roku. We wrześniu 1640 Mechtylda wraz z częścią wspólnoty zmuszona głodem przenosi się do Saint-Mihiel. Po interwencji przedstawiciela Wincentego a Paulo Mechtylda z jeszcze jedną towarzyszką trafiają do paryskiego klasztoru na Montmartre. W Paryżu Mechtylda poznaje osobiście św. Wincentego a Paulo oraz św. Ludwikę de Marillac. W sierpniu 1643 roku Mechtylda przenosi się do Caen, następnie do Barbery, poznając św. Jana Eudesa. W czerwcu 1643 Mechtylda osiadła w Saint-Maur-des-Fossés na przedmieściach Paryża. Wraz z innymi siostrami rozpoczęła praktykę życia klauzurowego. Jej duchowym przewodnikiem był wówczas o. Chryzostom z Saint-Lô, należący do wspólnoty Trzeciego Zakonu Regularnego.
W Paryżu 25 marca 1653 roku Mechtylda funduje nowe zgromadzenie, którego stałym charyzmatem staje się nieprzerwana adoracja wystawionego Najświętszego Sakramentu. W 1659 wspólnota przeniosła się do nowego domu przy rue des Cassette w Paryżu. Patronat nad młoda wspólnotą obrała Anna Austriaczka. Za życia Mechtyldy powstały cztery klasztory we Francji, pięć w Lotaryngii, jeden w Polsce. Instytut otrzymał zatwierdzenie papieskie 29 maja 1668 roku. Mechtylda zmarła 6 kwietnia 1698 roku w Paryżu, pozostawiając po sobie liczne pisma, teksty konferencji i listy. Proces beatyfikacyjny rozpoczęty został 27 października 1997 roku we Francji.

## Fundacja warszawska
Żona Jana III Sobieskiego Maria Kazimiera ślubowała sprowadzenie do Królestwa Polskiego benedyktynek sakramentek, jeżeli wyprawa męża pod Wiedeń zakończy się szczęśliwie. W fundację osobiście była zaangażowana matka Mechtylda, prowadząc korespondencję z pochodzącą z Francji królową. Siostry wyruszyły do Warszawy 22 sierpnia 1687 roku. Po dwóch miesiącach przybyły do Warszawy i zamieszkały tymczasowo w Zamku Królewskim. Nieustanną adorację rozpoczęły 1 stycznia 1688 roku w kaplicy zamkowej. Królowa starała się ingerować z wewnętrzne życie wspólnoty. Spory łagodziła matka Mechtylda, śląc listy zarówno do sióstr jak i do Marii Kazimiery. Zakonnice zamieszkały w nowym klasztorze przy rynku Nowego Miasta 27 czerwca 1688 roku.

## Polskie publikacje dotyczące m. Mechtyldy
- Jadwiga Stabińska, Z Chrystusem w Bogu (Kol 3,3): doktryna duchowa Matki Mechtyldy od Najświętszego Sakramentu, Katarzyny de Bar (1614-1698), Gniezno 2003, ISBN 83-89270-15-3
- Katarzyna Mechtylda de Bar, Eucharystia, moja miłość, Kraków 2012, ISBN 978-83-7354-451-2
- Małgorzata Borkowska OSB, O prawo dla Boga: spotkanie z matką Mechtyldą de Bar, Kraków 2019², ISBN 978-83-7354-941-8
- Weronika Andral OSB ap, Paradoks ziarna pszenicy: droga życia wewnętrznego Katarzyny de Bar – Matki Mechtyldy od Najświętszego Sakramentu (1614-1698), Kraków 2019, ISBN 978-83-7354-558-8